# BAG Turgi

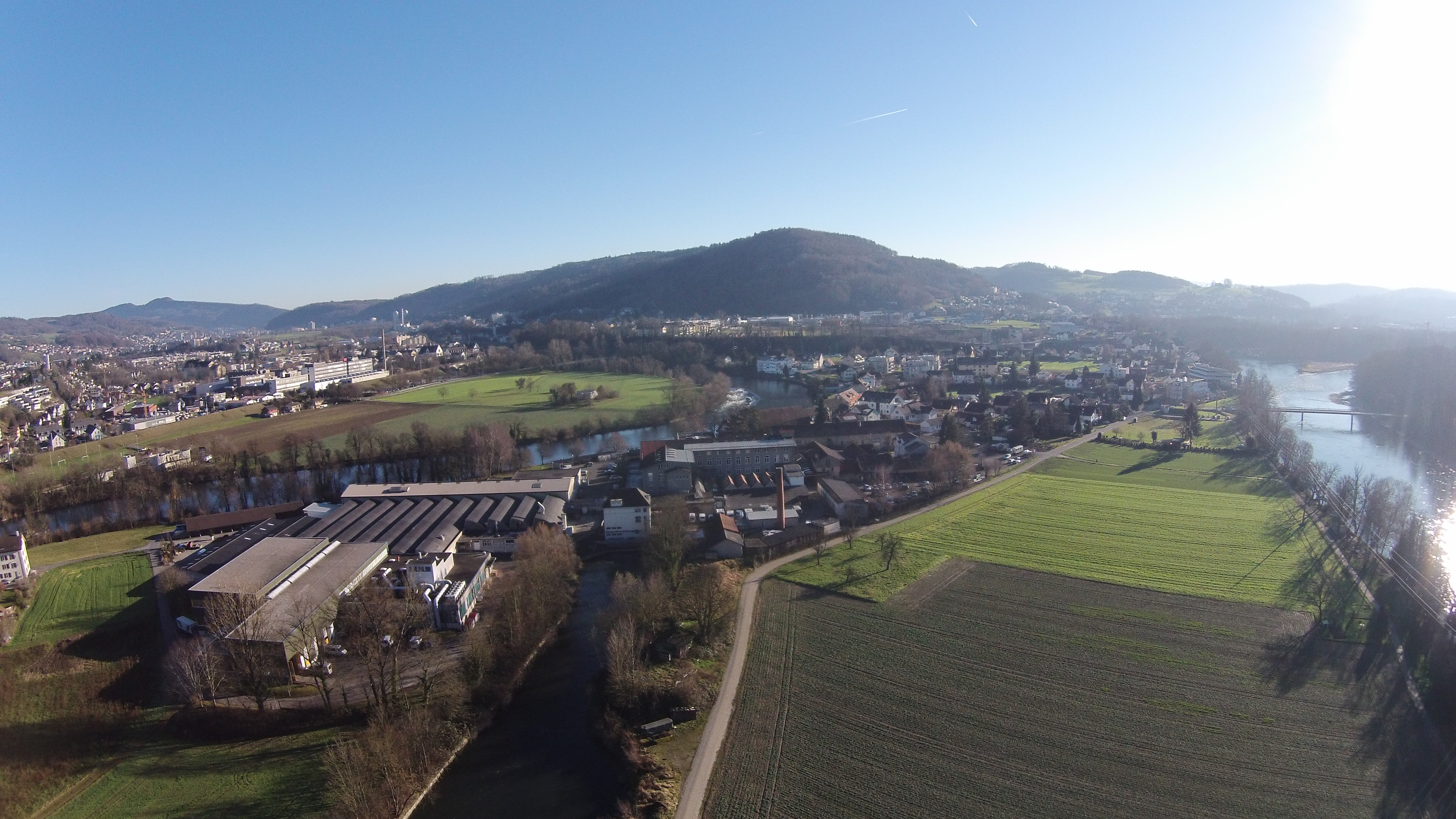
Firmengelände der ehemaligen BAG Turgi

Die BAG Turgi war ein Schweizer Unternehmen mit Standort im Gebenstorfer Ortsteil Vogelsang. Die Bronzewarenfabrik AG (BAG) zählte im 20. Jahrhundert zu den grössten Leuchtenherstellern in Europa. Von 1909 bis 1998 wurden Produkte für die Beleuchtung von Strassen, Hotels und Sportstadien (Olympische Winterspiele in Lillehammer 1994) hergestellt.

## Firmengeschichte
1885 gründete Wilhelm Egloff eine Firma für die Herstellung von Haushaltsartikeln in Zürich. Im Jahr 1887 beteiligte sich Albert Meierhofer und 1888 Hermann Gaiser am Unternehmen, das seit 1890 beim Bahnhof Turgi die Metallwarenfabrik W. Egloff & Co. führte. 1900 übernahm es die Gebäude und die Wasserrechtskonzession der früheren Baumwollspinnerei Limmattal im Gebiet Vogelsang der Gemeinde Gebenstorf, um dort Leuchten zu fabrizieren. 1902 richtete die Firma eine Giesserei ein, die 1907 vergrössert wurde. Im selben Jahr verliessen Meierhofer und Gaiser die Firma und gründeten Konkurrenzbetriebe in Zürich. Doch schon 1909 kamen sie nach Turgi zurück und gründeten zusammen mit dem Unternehmer Edmund Bebié und Wilhelm Egloff die Schweizerische Broncewarenfabrik AG (BAG). Seit 1918 lautete der Firmenname BAG Bronzewarenfabrik AG Turgi.
Grossen Erfolg hatte die Firma in den 1920er Jahren, als sie Vertretungen und Verkaufslager in Paris, Manchester, Mailand und andern europäischen Städten besass. Einige von der BAG hergestellte Leuchten zählen zu den markanten Objekten der Schweizer Designgeschichte, so zum Beispiel die vom Gestalter Alfred Müller entworfene, weit verbreitete Tischleuchte Quick 1500, die in der Umgangssprache auch als Schweizer Bauhausleuchte bezeichnet worden ist.
Im Jahr 1987 änderte das Unternehmen seinen Namen in BAG Turgi AG. 1995 sah es sich veranlasst, eine Allianz mit Siemens-Albis einzugehen, und in den Folgejahren verkaufte es verschiedene Geschäftszweige. So wurde die Giesserei an die Turgi Guss + Schilder AG, die Aluminium-Veredelung an die Hasler & Matter AG und das Wasserkraftwerk am Limmatkanal an die Hydroelectra AG verkauft.
1998 entstand die Nachfolgefirma BAG Turgi Electronics, die im Jahr 2002 für die weitere Produktion von Vorschaltgeräten für Leuchtstofflampen unter der Bezeichnung BAG electronics GmbH den Standort nach Arnsberg verlegte.
Schliesslich reduzierte das Unternehmen seine Geschäftstätigkeit auf die Verwaltung der Firmenimmobilien in Vogelsang. Es firmiert nun als BAG Immobilien.

## Industriekultur
Nach dem Ende der Leuchtenherstellung in Vogelsang übergab die Firma ihre historische Produktesammlung dem Museum Aargau.